# Meir Margalit
Meir Margalit (en hebreo: מאיר מרגלית‎; Argentina, 1952) es un activista por los derechos humanos y político pacifista argentino-israelí residente en Jerusalén. Actualmente es miembro de la dirección del Center for Advancement of Peace Initiatives y del Comité Israelí contra la Demolición de casas palestinas, organización de la que fue cofundador en 1978. Fue concejal en el Ayuntamiento de Jerusalén por el partido pacifista Meretz en dos ocasiones, la última hasta 2014. Es considerado uno de los mayores expertos en el conflicto árabe-israelí en Jerusalén.

## Trayectoria
Nació en Argentina y emigró a Israel en 1972 con un grupo sionista de derechas.  Durante su servicio militar sirvió en un asentamiento judío en la Franja de Gaza. Resultó herido en la guerra de Yom Kipur en 1973 y durante su recuperación se acercó gradualmente al movimiento pacifista.  
En 1978 fue cofundador del Israeli Committee Against House Demolitions (ICAHD), una de las organizaciones de derechos humanos más destacadas de Israel, ha sido asesor en distintos organismos de la ONU, como OCHA, UNHabitat y UNRWA y actualmente está en el equipo de gobierno del Center for Advancement of Peace Initiatives.
Fue concejal del Ayuntamiento de Jerusalén con el partido pacifista Meretz en dos ocasiones, de 1998 a 2002 y de 2008 a 2014. 
Es doctor en Historia Israelí Contemporánea por la Universidad de Haifa y desarrolla su actividad docente en el ONO Academic College. 
Considerado uno de los mayores expertos en el conflicto árabe-israelí en Jerusalén, es autor de diversos libros en los que denuncia las políticas de discriminación hacia los residentes palestinos de la ciudad. 
Entre sus obras se encuentran: Discrimination in the Heart of the Holy City (2008), Seizing Control of Land in East Jerusalem (2010) y Demolishing Peace (2014). Asimismo, es miembro del consejo editorial de Palestine Israel Journal y de la revista española Sin Permiso.
En 2018 fue reconocido con el IV Premio Catarata de Ensayo por Jerusalén: la ciudad imposible en el que reflexiona sobre las formas de coerción y dominación del estado israelí sobre la población palestina en Jerusalén Oriental.